# Ривера (город)
Ривера (исп. Rivera) — город в Уругвае, административный центр одноимённого департамента.

## География
Расположен на северо-востоке страны, на границе с Бразилией, примерно в 450 км от Монтевидео. Сразу по другую сторону границы расположен бразильский город Сантана-ду-Ливраменту, с которым Ривера граничит прямо по улицам и площади Интернасьонал (исп. Plaza Internacional). Ввиду близкого взаимодействия и тесного соседства с Бразилией, в городе распространён смешанный язык портуньол.
Ривера является конечным пунктом национального шоссе № 5 (исп. Ruta 5), которое протянулось от Монтевидео до бразильской границы.

## История
21 марта 1860 года на месте города Ривера была основана деревня с названием Перейра. 7 мая 1862 года статус деревни был повышен до малого города (villa), при этом населённый пункт был переименован в Себальос. 20 июля 1867 года город официально получил современное название Ривера. Главной целью постройки этого города в конце XIX века было создание форпоста на границе с Бразилией, так как соседний город Сантана-ду-Ливраменту был основан на полвека раньше и разрастался на территорию Уругвая. Спустя 20 лет, 1 октября 1884 года, Ривера стал центром одноимённого департамента. 10 июня 1912 года получил статус города (ciudad).

## Климат
Климат города характеризуется как влажный субтропический. Среднегодовая температура составляет 18,1 ºC. Среднее годовое количество осадков — около 1639 мм.

## Население
Население по данным на 2011 год составляет 64 465 человек.
| Год  | Население |
| ---- | --------- |
| 1867 | 341       |
| 1889 | 1000      |
| 1908 | 8986      |
| 1963 | 41 266    |
| 1975 | 48 780    |
| 1985 | 57 314    |
| 1996 | 62 859    |
| 2004 | 64 426    |
| 2011 | 64 465    |

Источник: Instituto Nacional de Estadística de Uruguay

## Известные личности
- Апарисио Мендес — президент Уругвая (1976—1981)
- Родриго Мора — уругвайский футболист
- Пабло Бенгоэчеа — уругвайский футболист
- Уго де Леон — уругвайский футболист

## Города-побратимы
- Сантана-ду-Ливраменту, Бразилия